# Walter Guyton Cady
Walter Guyton Cady (10 de diciembre de 1874 - 9 de diciembre de 1974) fue un destacado físico e ingeniero eléctrico estadounidense. Pionero en el campo de la piezoelectricidad, en 1921 desarrolló el primer oscilador de cristal de cuarzo.

## Semblanza
Cady nació en Providence (Rhode Island), se graduó en la Universidad Brown en 1895 y estudió entre 1897 y 1900 en la Universidad Humboldt de Berlín, recibiendo su doctorado en Física en 1900. De 1895 a 1897 también fue profesor de matemáticas en Brown. Trabajó como observador del campo magnético terrestre entre 1900 y 1902 para el Servicio Geodésico y Costero de los Estados Unidos, y de 1902 a 1946 fue profesor de física en la Universidad Wesleyana de Connecticut, donde estudió las descargas eléctricas en gases enrarecidos, la piezoelectricidad, los ultrasonidos, los resonadores y osciladores piezoeléctricos, y los dispositivos osciladores de cristal.
Antes de la Primera Guerra Mundial investigó las descargas de arco y los detectores de radio, pero durante la guerra se interesó en los cristales mientras trabajaba con el Laboratorio de Investigación de la General Electric Company (P.L.C.), la Universidad de Columbia, y la Estación Experimental Naval en New London (Connecticut), sobre el uso del sonido de alta frecuencia generado por piezoelectricidad para detectar los submarinos. Sus primeros experimentos emplearon cristales de sal de Seignette como transductores. Después de observar que un cristal de cuarzo conectado a un oscilador electrónico de frecuencia variable vibraría fuertemente con una frecuencia muy específica, pero que a otras frecuencias no vibraría en absoluto, tuvo la idea de aplicar osciladores de cristal a aplicaciones de radiofrecuencia.
En 1921 diseñó el primer circuito para controlar frecuencias basado en un resonador de cristal de cuarzo, y recibió dos patentes fundamentales sobre resonadores y sus aplicaciones a la radio en 1923. Cady se dio cuenta rápidamente de que dichos circuitos podían usarse como estándares de frecuencia. En 1922 publicó un artículo en el IRE sobre esta aplicación, y en 1923 realizó la primera comparación internacional directa de patrones de frecuencia al comparar sus resonadores de cuarzo con los patrones de frecuencia en Italia, Francia, Inglaterra y Estados Unidos. Presidió el Instituto de Ingenieros de Radio en 1932.
Durante la Segunda Guerra Mundial volvió a trabajar en aplicaciones militares de la piezoelectricidad, incluidos sistemas de formación para operadores de radar que utilizaban transductores piezoeléctricos en tanques de líquido para generar retornos de radar realistas. Se retiró a Pasadena (California) en 1951, donde fue investigador asociado en Caltech. Regresó a Providence en 1963. Después de jubilarse, fue consultor de la industria y del gobierno federal.
Cady registró más de 50 patentes y fue el inventor del oscilador controlado por cristal (el filtro de cristal de banda estrecha altamente selectivo), uno de los principales teóricos de la ferroelectricidad en cristales, e historiador de la ciencia de los cristales piezoeléctricos. Ganó el Premio en memoria de Morris N. Liebmann del IEEE de 1928 y en 1936 fue el segundo estadounidense en recibir la medalla Duddell de la Sociedad Física de Londres. Recibió títulos honoríficos de la Universidad de Brown en 1938 y de la Universidad Wesleyana en 1958. Sus artículos están archivados en el Instituto Smithsoniano y en la Sociedad histórica de Rhode Island.